# Svdvorak

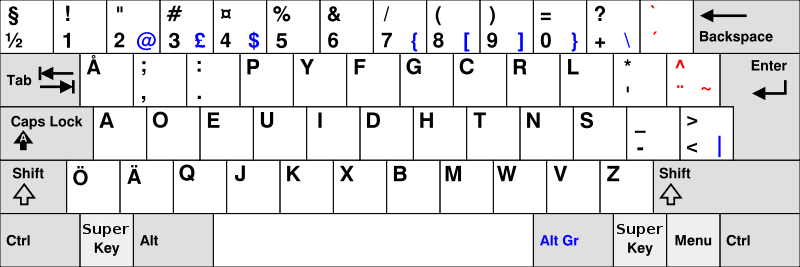
Svdvorak tangentsbordslayout

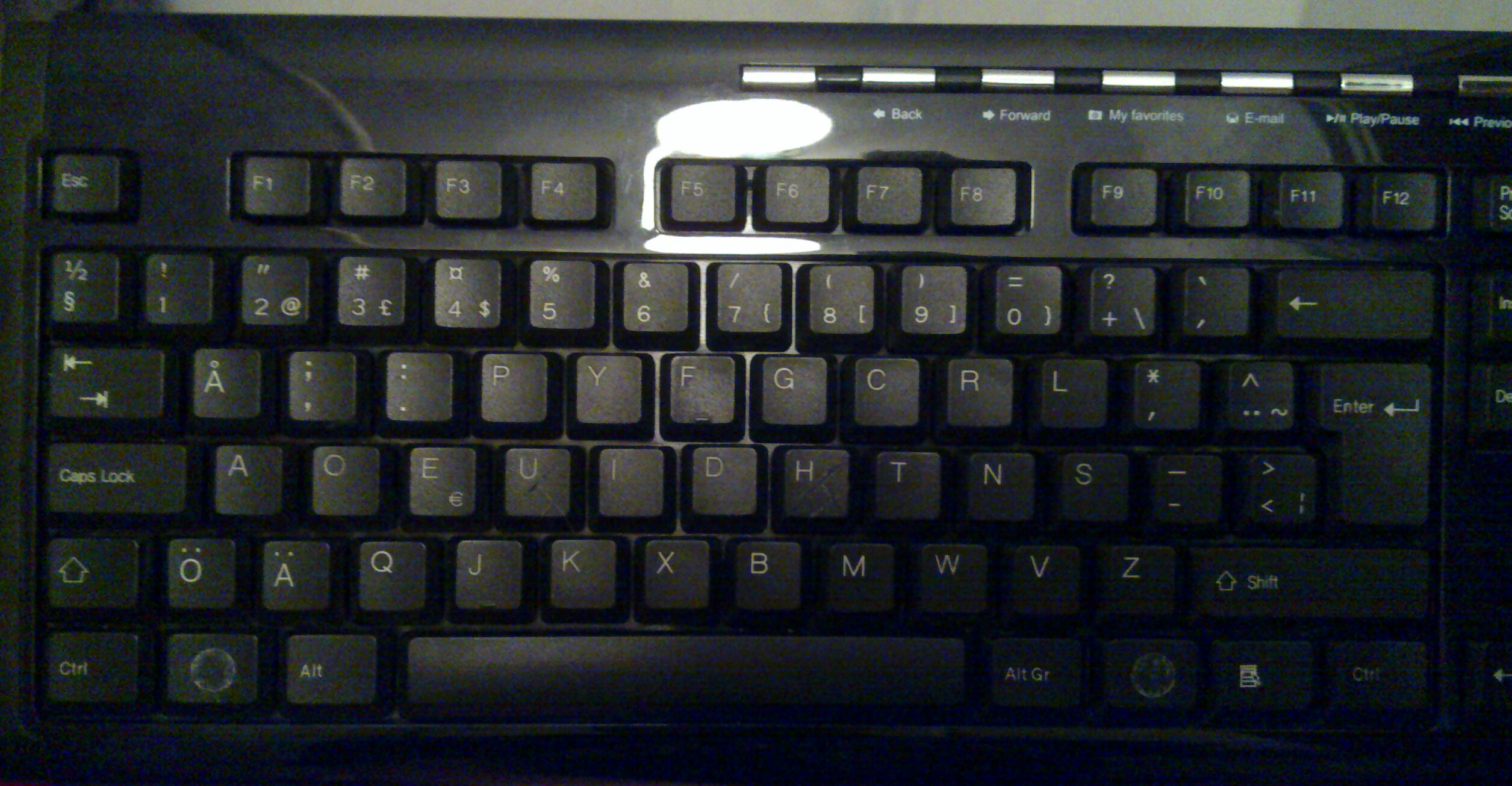
Ace tangentbord ommöblerat till svdvorak

Svdvorak är en inofficiell svensk variant av den alternativa engelska tangentbordsutformningen Dvorak. Utformningen behåller den amerikanska standardens punkt- och kommaplacering, samtidigt som andra tecken som nås med hjälp av skift-tangenten (exempelvis semikolon) finns på de tangenter där de är markerade enligt svensk standard. Ett exempel är att hålla skift-tangenten och trycka punkt, vilket resulterar i ett kolon. På amerikansk layout (eller Thomas Lundqvists variant sv_dvorak) hade det resulterat i "större än"-tecken.
Denna layout är identisk med den norska standarden.
Denna variant av dvorak kallas även Gunnar Parments utformning, men det kan ifrågasättas på grund av likheten med norska standarden.